# Otto Voges
Daniel Wilhelm Otto Voges (ur. 1867, zm. 6 lipca 1911 w Amsterdamie) – niemiecki lekarz bakteriolog. Wspólnie z Bernhardem Proskauerem opracował test, znany dziś jako test Vogesa-Proskauera. Tytuł doktora medycyny otrzymał w 1892 roku w Berlinie. W 1900 roku przyjął ofertę objęcia katedry w Buenos Aires. Założył laboratorium bakteriologiczne, potem przekształcone w Instytut Bakteriologiczny Argentyny w Buenos Aires. Zajmował się badaniem chorób tropikalnych, opisał czynnik etiologiczny mal de caderas – świdrowca Trypanosoma equinum. Na jego cześć nazwano rodzaj Vogesella.

## Wybrane prace
- Ueber die Mischung der stickstoff haltigen Bestandtheile im Harn bei Anämie und Stauungszuständen. Berlin: L. Schumacher, 1892
- Ueber einige im Wasser vorkommende Pigmentbakterien. Centralbl. f. Bakteriol. u. Parasitenk. 14, ss. 301-315, 1893
- Die Cholera-immunität. Centralbl. f. Bakteriol. 19, 1896
- Der Kampf gegen die Tuberkulose des Rindviehs. Jena: Fischer, 1897
- Sobre intoxicación por los mosquitos, 1900
- Ueber Moskito-Intoxikation. Therap. Rathgeber., 1901
- Die Differentialdiagnose der verschiedenen in die Gruppe der Bakterien der hämorrhagischen Septikämie gehörigen Mikroorganismen mit Hilfe der spezifischen Serumreaktion. Ztschr. f. Hyg. u. Infectionskrankh. 31, 1902